# Shin’ichi Katō (Bassist)
Shin’ichi Katō (japanisch 加藤 真一, Katō Shin’ichi; * 20. März 1958 in Naie, Hokkaido) ist ein japanischer Jazzmusiker (Kontrabass).

## Leben und Wirken
Katō arbeitete 1990 in Tokyo u. a. mit dem Takeshi Inomata Trio (If I Were a Bell). 1991 legte er das Album You Can’t Touch My Heartstrings vor. Im selben Jahr zog er für drei Jahre nach New York City; dort entstand das für Paddle Wheel Records produzierte Album Something Close to Love: B Hot Creations, an dem Tim Hegarty, Isao Miyoshi, Mike Stern, Akira Tana und Ralph Dorsey beteiligt waren. Nach seiner Rückkehr nach Japan arbeitete er im Bereich des Jazz als Solist und mit eigenen Formationen (u. a. mit Shigeharu Mukai, Martha Miyake, Yukari Inoue, Hisae Nakajima und Sumire Kuribayashi) sowie mit klassischen Formationen und Tanzensembles; nach den weiteren Soloalben Old Diary und Alone nahm er 2000 mit dem Pianisten Masahiko Satō das Album Duets (Nagel-Heyer) auf.
Der Bassist Shin’ichi Katō ist nicht mit dem gleichnamigen Jazztrompeter zu verwechseln.

## Diskographische Hinweise
- Shinichi Kato – Masahito Satoh – Tappy Iwase: Live! In Northland (Roving Spirits, 2006)
- Yukari Inoue Trio: Tangerine Clouds (2007)
- Shigeharu Mukai: Plays Standards (Ago Jatzz, 2008), mit Tomonao Hara, Atsushi Ikeda, Yuichi Inoue, Kazuhiko Michishita, Taro Koyama
- Martha Miyake: Softly As I Leave You (T-Oc, 2009), mit Syuichiro Ise, Naoki Kitajima, Ryō Saitō
- Sumire Kuribayashi Trio: Toys (Somethin’ Cool, 2014), mit Takehiro Shimizu
- Shinichi Kato – Shinichi Kato: Bass On Cinema (2011)